# 驻南奥塞梯外交机构列表

南奥塞梯
在南奥塞梯設有大使館的國家
在南奥塞梯设有代表处的国家
在南奥塞梯設有非常駐大使館的國家

本页面列出駐南奥塞梯的外交機構。 南奥塞梯是一个在1991年脱离格鲁吉亚独立的地区，并在2008年南奥塞梯战争后首次获得国际承认。 该国得到阿布哈兹，瑙鲁，尼加拉瓜，俄罗斯，德涅斯特河沿岸以及委内瑞拉和叙利亚的承认。 目前，首都茨欣瓦利设有两个大使馆和一个代表处。 委内瑞拉和尼加拉瓜大使居住在莫斯科。

## 大使馆
茨欣瓦利
- 阿布哈茲[1]
- 俄羅斯[2]
- 叙利亚

## 代表处
- 德涅斯特河沿岸[3]

## 非常駐大使館
- 尼加拉瓜 (驻莫斯科（俄罗斯）兼辖)
- 委內瑞拉 (驻莫斯科（俄罗斯）兼辖)[4]